# الغابة في المغرب

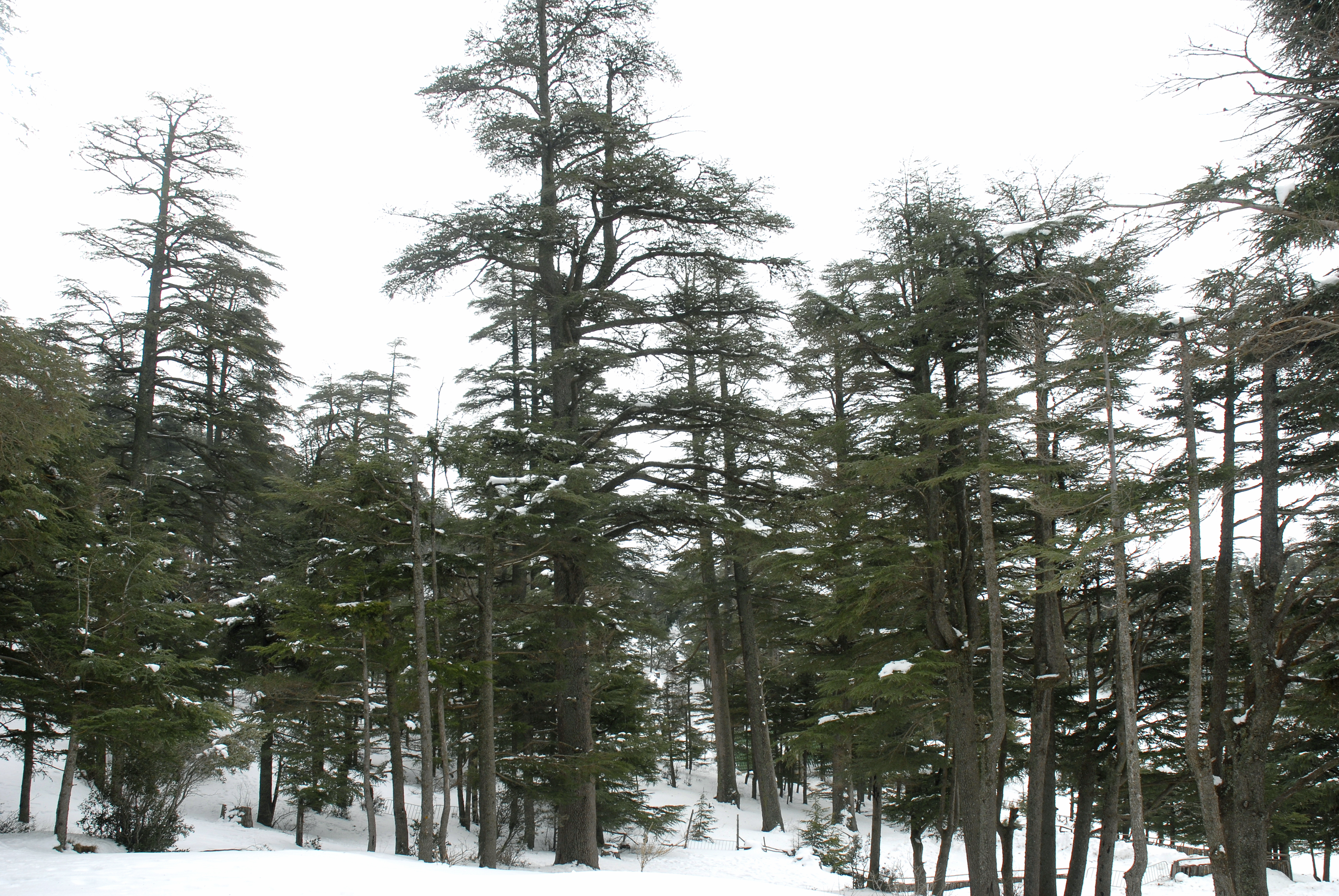
سيدروس أتلانتيكا ، أطلس ، إفران

المنطقة البيئية البرية للغابات والغابات في البحر الأبيض المتوسط

تنقسم الغابات المغربية إلى عدد قليل من الكتل الحرجية الكبيرة المتميزة دون أي اتصال بينها.
يعتبر مناخ المغرب من نوع البحر الأبيض المتوسط على معظم الأراضي، ولكنه متأثر بالمحيط الأطلسي. تتميز السلاسل الجبلية في المغرب بارتفاعها وتركيبها المعقد والمجزأ بشكل كبير. تمتد الهضاب والسهول بشكل واسع. يتمتع المغرب بتضاريس ومناخ فريدين يتجاوبان معهما نباتات ونباتات فريدة من نوعها. من حيث التكتلات النباتية الغابية والماقية والبري-السافانية، يتم تسجيل أكثر من 30 نوعًا رئيسيًا من الأشجار وأكثر من 30 نوعًا ثانويًا من الأشجار التي تشكل هذه الأنواع من التكوينات. تحتل هذه التكوينات جميع البيو-مناخات. تشكل هذه التكتلات مجموعات تغطي مساحة تصل إلى حوالي 5 ملايين هكتار. تشمل التكوينات الرئيسية المساحات التالية: الغابات البلوطية الخضراء (البلوط الفلكس) 1،430،000 هكتار؛ تيتراكلينية (تتراكلينيس أرتيكولاتا ، سرو الأطلس) 950،000 هكتار؛ أرغانية (أرغانيا سبينوسا) ؛ مناطق العرعر (جونيبروس فينيسيا وجونيبروس ثوريفيرا) 240،000 هكتار؛ سيدرايا (سيدروس أتلانتيكا ، سرو الأطلس) 140،000 هكتار؛ غابات الصنوبر (Pinus sp) 80،000 هكتار. يوجد سرو الأطلس، الذي ينتشر في المناطق الجبلية بين 1،500 و 2،000 متر، على مساحة تقدر بحوالي 200،000 هكتار في شمال أفريقيا، 3/4 منها في المغرب والباقي في الجزائر.
تعد الغابة المغربية جزءًا من منطقة النظام البيئي للمناطق المشجرة والغابات البحر الأبيض المتوسط المحددة من قبل صندوق الطبيعة العالمي (WWF). تمتد من السهول الساحلية إلى تلال شمال المغرب والجزائر وتونس، وتحيط بجبال الأطلس. سرو الأطلس، النوع القديم الخاص بأشجار الصنوبر الذي ينمو في شمال أفريقيا، يعد ممثلاً للتنوع الكبير والانحصارية في النباتات والحيوانات في هذا النظام البيئي. تعاني هذه المنطقة من كثافة سكانية عالية وتعاني من انتشار القطع العشوائي للغابات. توجد خمسة أنواع رئيسية من الغابات في هذا النظام البيئي: غابات الصنوبر الجافة؛ غابات السرو الأطلسي البربرية (تتراكلينيس أرتيكولاتا)؛ غابات الفلكس (كويركوس سوبر)؛ غابات البلوط الأخضر (كويركوس إيليكس) والبلوط البري (كويركوس كوكيفيرا)؛ والأراضي المشجرة بأشجار الزيتون البري (أوليا يوروبا وأوليا يوروبا سبسب. ماروكانا) وشجيرات الخروب (كيراتونيا سيليكوا) والمكي.
كانت الغابات الموجودة (في عام 1927) ، الحطام ، لا يزال مهيبًا تمامًا (تحدث أحدهم من 1 800 000 إلى 2 millions d'ha ) ، من كتل صخرية أكبر وأكثر قوة ، اختفت تحت تأثير تقارب الإنسان والمناخ:
- تتكون مجموعة البلوط الساحلية أو الفلين من غابات سهل وهضبة ؛
- تتكون مجموعة الأطلس الأوسط من كتل كبيرة من خشب الأرز والبلوط ؛
- تلك الموجودة في الأطلس الكبير ، التي تختلف كثافة التشجير فيها وفقًا للمنطقة ، مع غابات الأرز (وادي ملوية الأعلى) ، وأشجار الصنوبر الحلبي ، وخاصة ثوياس ، والبلوط ، وأشجار السرو والعرعر ؛
- المجموعة الجنوبية ، وتتكون من منطقتي الصويرة (موغادور) وسوس ، وتتميز بغابات هائلة من نوع خاص جدا لا يوجد إلا في المغرب : شجرة الأرغان ، غالبًا ما تُخلط مع الأرز أو السماق بخمس أوراق ( Rhus pentaphylla (في) ) قال تيزرا.

بعيدًا عن الأطلس الصغير ، حتى درعة ، كانت لا تزال هناك (في عام 1927) عمليات إزالة كبيرة لأشجار الصمغ  ( أكاسيا غوميفيرا ، أكاسيا مستوطنة في المغرب منتشرة في سهول الحوز والرحامنة وتادلة والشاوية  ).
في منطقتي الشمال وريفين كانت هناك أيضًا مناطق مشجرة كبيرة من بلوط الفلين وبلوط هولم. تتركز أهم كتل من خشب الأرز والبلوط حول الأطلس المتوسط ، برج الماء " من المغرب.

## انظر كذلك
- المناطق المشجرة والغابات المتوسطية ؛
- أطلس أرز ؛
- شجرة الصمغ المغربي .
- قائمة محميات المحيط الحيوي في المغرب العربي

## المذكرات و المراجع
1. 1 2  Maroc، Direction des Eaux et Forêts du (1927). "Les Forêts du Maroc". Journal d'agriculture traditionnelle et de botanique appliquée. ج. 7 ع. 73: 588–592. DOI:10.3406/jatba.1927.4560. مؤرشف من الأصل في 2022-06-18. اطلع عليه بتاريخ 2021-05-11.
2. ↑  Benazzouz, I.; Talbi, M.; Saber, N. (29 Sep 2020). "Etat Environnemental Des Sols De La Region De Casablanca". European Scientific Journal, ESJ (بالإنجليزية). 16 (27): 90–90. DOI:10.19044/esj.2020.v16n27p90. ISSN:1857-7431. Archived from the original on 2022-11-29. Retrieved 2021-05-11.

## فهرس
- فنان ، م 1989. رسم تخطيطي لسلسلة ثويا بربريا في المغرب. نشرة المعهد العلمي الرباط 13: 77-83. اقرأ على الانترنت
- بن عبيد ، أ. 1985 ، النظم الإيكولوجية للغابات وما قبل الغابات وما قبل السهوب في المغرب : التنوع والتوزيع البيوجغرافي والمشاكل التي يطرحها تطورها. غابة البحر الأبيض المتوسط ، 7 (1) الصفحات 53-64. اقرأ على الانترنت

قالب:Palette